# Ezio Frigerio
Ezio Frigerio (Erba, 16 luglio 1930 – Lecco, 2 febbraio 2022) è stato uno scenografo italiano, candidato all'Oscar alla migliore scenografia.

## Biografia
Nato a Erba, nel 1948 si iscrive alla Facoltà di Architettura del Politecnico di Milano, che non prosegue per iscriversi all'Istituto Nautico di Savona; nel 1951 diventa allievo di Mario Radice, pittore astratto di Como. La sua attività inizia al Piccolo Teatro di Milano, quando il regista teatrale Giorgio Strehler gli affida il disegno dei costumi per lo spettacolo La casa di Bernarda Alba di Federico García Lorca, con la regia dello stesso Strehler e le scene di Luciano Damiani. Parallelamente, incomincia a lavorare presso il Teatro alla Scala disegnando i costumi del Matrimonio segreto per l'inaugurazione della nuova sala “La Piccola Scala”.
Continua così per qualche anno la sua attività di costumista, per poi debuttare come scenografo nel 1966 con i Capuleti e Montecchi di Bellini per la regia di Renato Castellani e sotto la direzione di Claudio Abbado; alla Scala Frigerio realizzerà le sue opere più importanti quali Simon Boccanegra, Falstaff, Fidelio, Lohengrin, Le nozze di Figaro. Al Piccolo Teatro realizza nel 1968 Il gigante e la montagna di Pirandello, che verrà in un secondo tempo rappresentato con successo a New York e in alcune città europee. Seguono il Re Lear di Shakespeare, L'opera da tre soldi di Brecht nell'edizione di Milano e di Parigi, La Trilogia della Villeggiatura di Goldoni a Vienna e Parigi, e Il temporale di Strindberg che segna una pagina importante nello stile teatrale del momento.
Trasferitosi a Roma conosce Vittorio De Sica, col quale realizza la scenografia di Liolà di Luigi Pirandello, spettacolo che riscuote un grande successo. Da quel momento Frigerio si dedica alla scenografia di alcuni importanti film quali I sequestrati d'Altona, Ieri, oggi e domani, Il boom. Durante questi anni a Roma diventerà a sua volta una figura importante per il pittore Gianluigi Mattia che gli farà da assistente per tre anni.
In questo periodo Ezio Frigerio stringe amicizia anche con Edoardo De Filippo, di cui realizzerà la scenografia di vari spettacoli in Italia e all'estero. Divenuto famoso in ambito internazionale, si dedica al balletto grazie alla collaborazione col coreografo Roland Petit, per il quale realizza Coppelia, Lo Schiaccianoci, Cyrano de Bergerac, Nana all'Opéra di Parigi; qui Frigerio conosce il danzatore coreografo Rudol'f Nureev, con il quale curerà molti balletti. In Francia conosce anche Roger Planchon, regista del teatro francese, con il quale lavorerà a opere come Ville Urbane, TNP, No Man's Land, Athalie, Don Juan e Jean Dardin, che riceverà il premio Molière e il premio della critica per miglior scenografia.
Nel 1972 sposa la costumista Franca Squarciapino. Con Nuria Espertrealizza numerosi spettacoli fra i quali la reinaugurazione del Teatro Liceo di Barcellona con la Turandot, Tosca al Real di Madrid, Rigoletto, Butterfly, Carmen al Covent Garden di Londra, e Traviata e Butterfly a Glasgow. A Tokyo con Controdanza riceverà l'omaggio degli scenografi giapponesi.
Della sua collaborazione con Lluís Pasqual ricordiamo Les Estivants a Parigi (Teatro Odéon), Le Chevalier d'Olmedon al festival d'Avignone, Il Turco in Italia e Trittico a Madrid, Le Nozze di Figaro al Teatro Real di Madrid, Tristano e Isotta al Teatro San Carlo di Napoli. A Toulouse con Nicolas Joel realizzerà numerosi spettacoli in una lunga collaborazione durata più di dieci anni.

### Opéra di Parigi
Importante è la sua collaborazione con l'Opéra di Parigi dove inaugurerà il “Teatro Garnier Rinnovato” (Epoca Liebermann, 1975) con Le Nozze di Figaro, che riscosse un enorme successo (regia di Giorgio Strehler) e che forse si può definire lo spettacolo che segna una nuova maniera di fare la scenografia lirica in Francia. Ezio Frigerio esegue per l'Opéra di Parigi più di dieci spettacoli nel corso dei trenta anni successivi, fra i quali Le chevalier à la rose, Iphigénie e Medée con Liliana Cavani, e i balletti sopracitati.

### New York
Dopo il debutto al Metropolitan Theater con Francesca da Rimini, regia di Piero Faggioni, presenterà in questo teatro sette spettacoli di opera e di balletto, fra cui Il trovatore, Lucia di Lammermoor e i balletti firmati da Rudol'f Nureev.

### Louvre
Nel 1986 Emile Biasini annuncia al Comune di Milano l'offerta di uno spazio dedicato nel rinnovato Museo del Louvre alla scenografia del secolo XX. Questo incarico quasi unico per un artista vivente verrà abbandonato perché Frigerio fu colpito da una grave malattia che si trascinò per due lunghi anni. La mancata realizzazione di questo progetto è il grande dolore della sua carriera.
Ha disegnato dietro incarico della Fondazione Nureev la tomba del grande danzatore, che riposa nel cimitero di Parigi.

### Cinema
L'attività cinematografica del maestro ha avuto una presenza importante nel cinema dove ha lavorato con alcuni registi di questa arte di grande importanza; oltre a De Sica, Bolognini (Madamigella di Maupin), Cavani (San Francesco, I cannibali, Galileo) e finalmente con Bernardo Bertolucci, con il quale ha realizzato nella qualità di production designer il film Novecento.
Dall'incontro con Jean-Paul Rappenau ottiene la nomination per l'Oscar.

### Televisione
Non manca la sua presenza nel campo della televisione con alcuni grandi sceneggiati, fra cui I fratelli Karamazov, Vita di Puccini e Vita di Leonardo.

## Premi
- Premio Oscar
  - 1991 - Candidatura alla miglior scenografia per Cyrano de Bergerac
- David di Donatello
  - 1992 - Candidatura alla miglior scenografia per Il proiezionista
- Nastro d'argento
  - 1992 - Miglior scenografia per Cyrano de Bergerac
- Premio César
  - 1990 - Miglior scenografia per Cyrano de Bergerac
- Triennale di Milano
  - 1951 - Medaglia d'argento per il designer
- Premio BAFTA
  - 1991 - Candidatura alla miglior scenografia per Cyrano de Bergerac

### Altri premi
1961 Premio San Gennesio per il teatro
1961 Paladino d'argento Premio della Regione Siciliana per il Teatro
1967 Premio San Gennesio per il Teatro
1968 Premio skene' dell'Unione scenografi Italiani
1975 Vienna Joseph Kainz Medaille per il Teatro
1981 London Premio Teater Critic
1986 Premio Abbiati per la scenografia
1987 Parigi Premio Syndicat de la critique Theatre
1991 Premio della Comunità Europea per il Cinema
1991 Premio Quadraro alla carrieraCittà di Rovigo
1991 Parigi Premio Cesar per ilcinema
1992 Nastro d'argento per il cinema
1994 Benemerenza civica Eufeminoalla carriera dal Comune di Erba
1998 Premio Molière Città di Parigi
2000 Ambrogino d'oro Città di Milano
2004 Premio Abbiati per la scenografia